# سیارک ۱۷۳۰۰۲
سیارک ۱۷۳۰۰۲ (به انگلیسی: 173002 Dorfi، نامگذاری:2006OS) صد و هفتاد و سه هزار و دومین سیارک کشف شده‌است که در ۱۷ ژوئیه ۲۰۰۶ کشف شد.